# Walasse Ting
Pour les articles homonymes, voir Ting.
Walasse Ting (13 octobre 1929 à Shanghai – 17 mai 2010) est un artiste et poète américain d'origine chinoise. Parfois, on se sert de son nom chinois 丁雄泉 ou ses traductions en mandarin et cantonais : Ding Xiongquan ou Ting Hsiung-ch'uan.

## Biographie
L'éclat et la vitalité caractérisent les femmes, les fleurs et les animaux représentés par Ting. Le monde séduisant et magique de Ting attire tous ceux qui partagent sa passion pour la beauté de la vie. 
Ting a quitté la Chine en 1946 et a vécu un certain temps à Hong Kong. Il a ensuite déménagé à Paris en 1952. Il y rencontre des artistes comme Guillaume Corneille, Karel Appel, Asger Jorn et Pierre Alechinsky, membres de l'avant-garde, CoBrA.
Il a ensuite déménagé à New York, États-Unis, où son art a été inspirée du pop art et l'expressionnisme abstrait. Il a commencé comme un artiste de l'art abstrait, mais la plupart de ses œuvres à partir du milieu des années 70 a été appelé art figuratif populaire. Ce sont des œuvres de grandes zones de couleurs peintes avec des couleurs acryliques. Il a vécu à Amsterdam dans les années 90, mais a déménagé à plusieurs reprises entre Amsterdam et New York. Il est l'auteur de 13 livres, par exemple One Life Cent (E.W. Kornfeld, 1964), un portefeuille de 62 lithographies de 28 artistes, comme Andy Warhol, Roy Lichtenstein, Tom Wesselmann, James Rosenquist, Asger Jorn, Pierre Alechinsky, Karel Appel, Kiki Kogelnik, Joan Mitchell et Sam Francis.
Il a remporté le prix Guggenheim Fellowship (pour dessiner) en 1970

## Expositions
Rétrospective Walasse Ting, musée des beaux-arts de Taipei, Taiwan
Rétrospective Walasse Ting, à Paris au musée Cernuschi, 2016-2017.

## Collections publiques
- Musée Solomon R. Guggenheim, New York
- Institut d'art de Chicago, Chicago
- Tate Modern, Londres
- Centre Pompidou, Paris
- Hong Kong Museum of Art, Hong Kong

## Publications
- 1 Cent Life, par Walasse Ting, éditeur Sam Francis, lithographies originales, dont celles de Andy Warhol, Roy Lichtenstein, Tom Wesselmann, James Rosenquist, ou encore Pierre Alechinsky, 1964
- Jolies Dames, par Walasse Ting, éditions Yves Rivière, 1988
- A Very Hot Day, écrit et édité par Walasse, 1998